# Служба финансового мониторинга (Азербайджан)
Служба финансового мониторинга Азербайджанской Республики (азерб. Azərbaycan Respublikasının Maliyyə Monitorinqi Xidməti) — государственный орган, осуществляющий полномочия в сфере противодействия легализации денежных средств или другого имущества, полученных преступным путем, и финансированию терроризма. 

## История
После принятия 10 февраля 2009 года закона «О противодействии легализации денежных средств или другого имущества, полученных преступным путем, и финансированию терроризма», 23 февраля 2009 года при Центральном Банке Азербайджана было создано самостоятельное структурное подразделение — Служба финансового мониторинга.
3 февраля 2016 года создана Палата по надзору за финансовыми рынками Азербайджана. Служба финансового мониторинга продолжила свою деятельность на правах  структурного подразделения Палаты.
25 мая 2018 года Служба финансового мониторинга была отделена от Палаты по надзору за финансовыми рынками и стала действовать самостоятельно.
18 июля 2018 года утверждён устав Службы финансового мониторинга.
24 февраля 2020 года Служба финансового мониторинга начала действовать при Министерстве экономики Азербайджана.

## Цель
В соответствии с Уставом Службы финансового мониторинга она служит следующим целям:
- Контроль за соблюдением определенных законодательством требований в целях предотвращения легализации денежных средств или другого имущества, полученных преступным путем, и финансирования терроризма, осуществление единого регулирования, участие в формировании и осуществлении государственной политики в Азербайджанской Республике;
- Осуществление национальной оценки рисков, координация деятельности государственных органов и учреждений в этом направлении;
- Координация деятельности участников мониторинга, других лиц, участвующих в мониторинге, контрольных и других государственных органов, сбор и анализ поступающей от них информации;
- Оказание поддержки в борьбе с легализацией денежных средств или другого имущества, полученных преступным путем, и финансированием терроризма посредством получения, анализа и обмена информацией, предоставленной субъектами мониторинга.

## Правление
Руководящим органом Службы является Правление, которое руководит организацией и осуществляет надзор за деятельностью организации.
Правление состоит из трех членов — заместителя министра экономики Азербайджана - председателя Правления и двух его заместителей, назначаемых на должность и освобождаемых от нее Президентом Азербайджана. 
Срок полномочий Правления составляет 5 лет.

## Деятельность
Для выявления подозрительных финансовых операций Служба применяет системы искусственного интеллекта и Big Data.
В 2022 году Службой выявлены и пресечены схем по отмыванию средств на сумму 850 млн манат. Осуществлена заморозка активов на сумму 320 млн манат. В правоохранительные органы передано 190 материалов для возбуждения уголовных дел.
11 декабря 2024 года Службой на банковском счете экс-председателя «Zaminbank» Надира Исмайылова было обнаружено 2,5 млн фунтов стерлингов (что эквивалентно 5,4 млн манат). Деятельность банка была приостановлена в 2016 году. 
11 июля 2025 года создана информационная система «Мониторинг сомнительных операций».

## Руководители
- Ровшан Наджаф (5 сентября 2019—2020)[11]
- Заур Фати-заде (с 22 декабря 2022)[1]